# Zelbio
Zelbio là một đô thị ở tỉnh Como trong vùng Lombardia, có cự ly khoảng 50 km về phía bắc của Milan và khoảng 12 km về phía đông bắc của Como. Tại thời điểm ngày 31 tháng 12 năm 2004, đô thị này có dân số 206 người và diện tích là 4,7 km².
Zelbio giáp các đô thị: Bellagio, Lezzeno, Nesso, Sormano, Veleso.